# Lerrain
Lerrain és un municipi francès, situat al departament dels Vosges i a la regió del Gran Est. L'any 2007 tenia 461 habitants.

## Demografia

### Població
El 2007 la població de fet de Lerrain era de 461 persones. Hi havia 168 famílies, de les quals 40 eren unipersonals (12 homes vivint sols i 28 dones vivint soles), 64 parelles sense fills, 56 parelles amb fills i 8 famílies monoparentals amb fills.
La població ha evolucionat segons el següent gràfic:
Habitants censats

### Habitatges
El 2007 hi havia 213 habitatges, 177 eren l'habitatge principal de la família, 17 eren segones residències i 19 estaven desocupats. 184 eren cases i 27 eren apartaments. Dels 177 habitatges principals, 129 estaven ocupats pels seus propietaris, 44 estaven llogats i ocupats pels llogaters i 4 estaven cedits a títol gratuït; 2 tenien una cambra, 2 en tenien dues, 22 en tenien tres, 47 en tenien quatre i 104 en tenien cinc o més. 129 habitatges disposaven pel capbaix d'una plaça de pàrquing. A 92 habitatges hi havia un automòbil i a 65 n'hi havia dos o més.

### Piràmide de població
La piràmide de població per edats i sexe el 2009 era:
| Homes | Edats   | Dones |
| ----- | ------- | ----- |
| 0     | 95 o +  | 0     |
| 0     | 90 a 94 | 0     |
| 4     | 85 a 89 | 8     |
| 8     | 80 a 84 | 4     |
| 4     | 75 a 79 | 4     |
| 8     | 70 a 74 | 16    |
| 20    | 65 a 69 | 12    |
| 12    | 60 a 64 | 8     |
| 4     | 55 a 59 | 4     |
| 20    | 50 a 54 | 12    |
| 16    | 45 a 49 | 8     |
| 24    | 40 a 44 | 28    |
| 12    | 35 a 39 | 24    |
| 8     | 30 a 34 | 4     |
| 20    | 25 a 29 | 8     |
| 16    | 20 a 24 | 16    |
| 16    | 15 a 19 | 20    |
| 12    | 10 a 14 | 20    |
| 20    | 5 a 9   | 20    |
| 20    | 0 a 4   | 8     |

## Economia
El 2007 la població en edat de treballar era de 279 persones, 202 eren actives i 77 eren inactives. De les 202 persones actives 174 estaven ocupades (98 homes i 76 dones) i 28 estaven aturades (11 homes i 17 dones). De les 77 persones inactives 27 estaven jubilades, 26 estaven estudiant i 24 estaven classificades com a «altres inactius».

### Ingressos
El 2009 a Lerrain hi havia 179 unitats fiscals que integraven 483,5 persones, la mediana anual d'ingressos fiscals per persona era de 14.625 €.

### Activitats econòmiques
Dels 21 establiments que hi havia el 2007, 1 era d'una empresa extractiva, 2 d'empreses alimentàries, 1 d'una empresa de fabricació d'altres productes industrials, 6 d'empreses de construcció, 4 d'empreses de comerç i reparació d'automòbils, 2 d'empreses d'hostatgeria i restauració, 1 d'una empresa de serveis, 2 d'entitats de l'administració pública i 2 d'empreses classificades com a «altres activitats de serveis».
Dels 11 establiments de servei als particulars que hi havia el 2009, 2 eren tallers de reparació d'automòbils i de material agrícola, 1 paleta, 1 fusteria, 4 lampisteries, 1 perruqueria, 1 restaurant i 1 saló de bellesa.
Els 2 establiments comercials que hi havia el 2009 eren fleques.
L'any 2000 a Lerrain hi havia 11 explotacions agrícoles que ocupaven un total de 920 hectàrees.

## Equipaments sanitaris i escolars
L'únic equipament sanitari que hi havia el 2009 era una farmàcia.
El 2009 hi havia una escola elemental.

## Poblacions més properes
El següent diagrama mostra les poblacions més properes.